# The Crocodile
The Crocodile es el cuarto episodio de la segunda temporada de la serie de televisión estadounidense de fantasía y drama; Once Upon a Time. El episodio se transmitió originalmente en los Estados Unidos el 21 de octubre de 2012, mientras que en América Latina el episodio debutó el 15 de noviembre de 2012.
En este episodio la relación entre Bella y el Sr. Gold tiene un nuevo percance cuando la primera descubre al segundo practicando magia nuevamente. Mientras en el pasado del bosque encantado Rumplestiltskin conoce a unos piratas que eventualmente lo separan de su esposa.       

## Argumento

### En el pasado del Bosque Encantado
Rumplestilskin y Baelfire se ve en la obligación de buscar a Milah en el bar del pueblo para convencerla de regresar a su hogar y dejar de andar conviviendo con los piratas que frecuentan el lugar. Al parecer la mujer está completamente desilusionada de que su esposo sea un cobarde. Al día siguiente, Rumplestiltskin se entera de que su esposa Milah ha sido secuestrada por los mismos piratas con los que estuvo la noche pasada. Pero cuando el hombre va a buscarla, allí conoce a Killian Jones, el capitán del barco, quien procede a darle la oportunidad de recuperar a Milah a través de un duelo de espadas. Al ser incapaz de aceptar el duelo, Rumplestiltskin se ve en la obligación de regresar a su hogar para criar a su hijo sin su esposa.
Varios años después, Rumplestiltskin, ahora como el oscuro, se reúne en una taberna con un negociador para conseguir un frijol mágico que lo ayudara a viajar a otra dimensión. Poco después de cerrar su más reciente trato, Rumplestiltskin queda sorprendido de ver a Jones y su tripulación en el mismo lugar. Como era de esperarse el oscuro se aprovecha de sus adquiridos poderes para terminar el desafío que tenía pendiente con el pirata responsable de destruir su familia. Durante el duelo, Milah aparece dispuesta a defender a su amante, y para lograr su objetivo termina negociando el mismo frijol que Rumplestiltskin iba a conseguir con su negociante.   
Al día siguiente Rumplestilskin aborda la nave de Jones, donde luego de una tensa acusación contra su esposa, el hombre mágico oye por parte de su esposa que nunca lo amo, y poco después procede asesinarla al arrancarle el corazón y aplastarlo, frente a un dolido Jones. Aunque el pirata intenta herir inútilmente con un garfio al hombre mágico, Rumplestiltskin le corta la mano izquierda para conseguir el frijol mágico y se retira, satisfecho de dejar a su enemigo vivo y sufriendo la misma miseria por la que tuvo que pasar el. Ya en su guarida, Rumplestiltskin se entera con furia que le cortó a Jones la mano equivocada.
Luego del funeral de Milah, Jones decide aceptar a William Smee (el negociante de Rumplestiltskin) como un miembro más de su tripulación y con el frijol mágico, abre un portal a un lugar donde podrá planear su venganza en contra del poderoso "cocodrilo". 

### En Storybrooke
Bella decide alejarse temporalmente del Sr. Gold/Rumplestilskin, dado que el mismo no ha dejado su dependencia hacia la magia y no quiere comentarle cuáles son sus objetivos detrás de haber sido el responsable de haber traído la magia al pueblo. Por un consejo de Ruby/Caperucita roja, Bella pone su interés en volverse la bibliotecaria de Storybrooke, pero cuando esta va a ver el negocio abandonado, termina siendo secuestrada por William Smee. 
Bella termina siendo llevada ante la presencia de su padre Moe, quien quiere estar cerca de su hija y le pide el favor de que no vuelva a ver al Sr. Gold nunca más. Cuando Bella se rehúsa a escuchar a su padre, Moe le da la instrucción a William Smee de iniciar su plan B, y por lo tanto la chica termina siendo raptada una vez más.
Mientras tanto, el Sr. Gold decide pedirle el favor a David/Encantador, de ayudarlo en la búsqueda de Bella, quien ha estado desaparecida desde la mañana. Aunque la mayor parte de los habitantes del pueblo se rehúsan a ayudar al Sr. Gold debido a su reputación como maquiavélico alter ego fantástico. Gracias a la intervención de Ruby y sus poderes de licántropo, los tres terminan rastreando a Bella en el negocio de Moe. Allí Gold tortura a Moe hasta que descubre que su plan es obligar a su hija a que cruce la barrara del pueblo para que así olvide por completo a su amante.  
David, Gold y Ruby logran descubrir que Bella está siendo transportada a través de las minas del pueblo, pero con la magia de Gold el plan es frustrado. Al día siguiente, el Sr. Gold le revela a Bella que sus motivos para practicar con magia son encontrar una manera de romper la maldición que borra los recuerdos de quien cruce los límites de la ciudad y de esa manera continuar la búsqueda de su hijo. Poco después el hombre se ve decidido a romper su relación con Bella por su propia seguridad, pero la última confiesa que quiere continuar saliendo con el.

### En el Bosque Encantado
En una playa lejana a la isla del campamento de sobrevivientes, Killian Jones, ahora conocido como el capitán Garfio, se reúne con su socia, Cora, quien trae en un frasco las cenizas, que combinadas con otros elementos mágicos los ayudaran a viajar a Storybrooke y de esa manera resolver sus asuntos pendientes con Regina y Gold respectivamente.

## Reparto

### Estrellas
- Ginnifer Goodwin (solo crédito)
- Jennifer Morrison (solo crédito)
- Lana Parrilla (solo crédito)
- Josh Dallas como David Nolan
- Emilie de Ravin como Bella French
- Jared S. Gilmore como Henry Mills
- Meghan Ory como Ruby Lucas
- Robert Carlyle como Rumplestiltskin / Sr. Gold

### Estrellas Invitadas
- Lee Arenberg como Leroy
- Chris Gauthier como William Smee
- Barbara Hershey como Cora Mills
- Eric Keenleyside como Moe French
- Colin O'Donoghue como Killian Jones / el Capitán Garfio
- Rachel Shelley como Milah

### Coestrellas
- Michael Coleman como Happy
- Faustino di Bauda como Sleepy
- David Paul-Grove como Doc
- Ryan Hesp como Intendente
- Jeffrey Kaiser como Dopey
- Mig Macario como Bashful
- Rondel Reynoldson como Mujer del pueblo
- Chelsea Turner como Camarera de taberna
- Sebastian Wilkinson como Joven Baelfire

## Producción
"The Crocodile" fue coescrito por los productores Robert Hull y David H. Goodman, mientras que uno de los directores de la serie Nikita; David Solomon se encargó de la dirección en general.

## Recepción

### Índices de audiencia
El episodio marcó un buen progreso para la audiencia de la serie, ganando un 3.3/8 entre 18-49 con un 9.89 millones de espectadores sintonizados, haciéndolo el episodio más visto de la segunda temporada del show después de "Broken."

### Críticas
Hilary Busis de Entertainment Weekly tuvo grandes observaciones del episodio, especialmente de la interpretación de Colin O'Donoghue, quien fue agregado al elenco principal aunque fue una estrella invitada en esta entrega: "Admítanlo: Dejaron escapar un grito de alegría cuando ese barco pirata salió de las sombras durante el título de esta noche. Un bien festejado Capitán Garfio tiene ese efecto en las personas ¿Qué otra explicación hay detrás de que el pirata obtuviera una larga fila de fanáticos sobre la base de sus "garfios" a solo semanas de su aparición en Once? (Un sabio consejo: No busquen en Google "Garfios de once upon a time" a menos que estén preparados para lidiar con las consecuencias)"-
A.V. Club le dio al episodio una B, nada más que "este episodio hace por Rumpelstiltskin lo que “We Are Both” hizo por Regina, lo puso en el camino de la redención cuando su relación con Bella se desmorona".
The Inquister notó que el episodio "...continuo probando porque este es uno de los dramas más populares de la TV. Esta noche estuvo llena de acción y los fanáticos del romance vienen cada semana e incluso conocieron a otro nuevo personaje (que resulta ser totalmente ardiente, por así decirlo)".
Amy Ratcliffe de IGN le dio un 9.5: "El episodio de anoche de Once Upon a Time presentó amor, maltratos, venganza, y a Belle siendo completamente amable. En resumen, fue bastante fantástico".